# Чкония, Владимир Гавиевич
Владимир Гавиевич Чкония (груз. ვლადიმერ ჭყონია; 6 сентября 1969, СССР) — советский и грузинский футболист.

## Карьера
Начинал карьеру в советском первенстве в составе «Мешахте». После обретения независимости Грузии играл в различных командах Высшей лиги: «Колхети-1913», «Самгурали», «Торпедо» (Кутаиси), «Металлурги» (Зестафони). С 1997 по 1998 годы Чкония выступал в России за коллективы второго дивизиона «Ангушт» (Назрань) и «Спартак» (Кострома).
После завершения карьеры некоторое время возглавлял «Мешахте».